# 순천과인산비료공장
순천 과인산 비료 공장, 전 명칭으로 순천 석회 질소 비료 공장은 평안남도 순천시에 소재하며 조직은 카바이드 1, 2직장, 질소직장, 비료직장, 원료직장, 전기자동화직장, 보수직장, 운전직장, 수송직장, 공무직장 등 이 확인되며 90년대 중반까지 있던 중소화학직장, 동력직장 등은 보도되지 않았다.

## 개요
비료직장에는 5기 이상의 회전질화로와 카바이드 분쇄기, 파쇄기 등이 설치되어 있으며 1980년대 중반 이후 순천 석회질소비료 종합 공장으로 불리다가 1994년부터 다시 순천 석회질소 비료 공장이라는 명칭으로 불리고 있다. 
1981년 당시 6만㎾급의 카바이드 전기로 6대를 보유하여 연간 15만 톤의 카바이드 생산능력을 가진 것으로 추정된 바 있고 1995년 무렵에는 베어링 재생기지, 흡착수지 생산기지, 용접봉 생산기지를 조성하고 22미터까지의 환강을 생산할 수 있는 유도로와 압연 설비를 제작하여 보수 정비에 필요한 부속품을 자체 조달한다고 알려진 바 있다.

## 고난의 행군 뒤 개건 현대화 과정
1995년부터 국가 경제 정지 상태를 겪은 뒤부터 결국 순천 석회질소비료공장은 가동을 멈추고 결국 한동안 중지되다가 결국 2000년부터 김정일의 명령으로 결국 다시 복구가 되어 2000년부터 통합 생산 체계를 구축을 하기 시작하였다.
그리고 2000년 들어 비료직장의 회전 질화로 공정의 자동화 및 컴퓨터화를 실현하였는데 적외선온도수감체계와 컴퓨터를 도입하여 석회질소비료 생산에 대한 온도조종을 자동화 한 것으로 로를 세우지 않고 계속 돌리면서도 원료 투입량을 자동적으로 정확히 조절하게 되어 생산은 1.2배 이상으로 높일 수 있게 되었다.
2002년 화학공업성의 지시에 의해 고철 마련을 위한 공장의 락은 기계 설비들의 폐기 작업이 진행되었으며 2013년 원료직장에서는 적은 연료를 가지고 석회로를 가동시켰고 카바이드 2직장은 전극장치교체 작업을 장치를 해체하지 않고 전극을 바로잡을 수 있는 기술을 개발하였으며 비료직장 수리작업반은 40일이 소요되는 회전질화로에 대한 보수를 보름 안에 수행하였다. 
그러나 2000년 이후 기본설비인 카바이드로 총 6기중 2기만이 번갈아 가동되고 있는 것으로 확인되고 있어 전반적인 공장가동은 부진한 상태이다.

## 국가 경제 발전 5개년 전략으로 인한 개건 현대화 과정
2016년 김정은이 야심차게 추진하여온 국가 경제 발전 5개년 전략으로 인하여 조선민주주의인민공화국은 순천시를 크게 키우려는 야심으로 결국 메탄올 직장과 순천석회질소비료공장을 개건을 할 예정으로 270일 전투를 추진을 하였다.
그리하여 순천석회질소비료공장은 순천 과인산 비료 공장으로 개건을 하려고 하였으며 순천화학련합기업소 메탄올 직장은 복구하여 탄소하나화학공업 기지로 변신을 시키려고 하였다. 
순천 과인산 비료 공장을 2020년까지 완공시키라는 김정은의 명령으로 인하여 박봉주 총리와 김재룡 총리도 자주 순천 과인산 비료 공장과 탄소하나화학공업기지를 자주 현지지도를 갔다.
결국 김정은도 막바지 2020년 1월 순천 과인산 비료 공장을 방문하였고 이때 건설이 완료될 것이라고 조언 받은 김정은은 크게 기뻐하며 당이 전폭적으로 내각을 지원하고 모든 일에 자재를 대주라고 명령을 내렸다.
결국 2020년 한동안 김정은이 보이지 않아 결국 순천 과인산 비료 공장이 건설되는 것을 보지 못할뻔 하다 결국 2020년 5월 1일 김정은이 예정대로 순천 과인산비료공장으로 현지지도 겸 완공식을 직접 주도하여 테이프를 끊었다.
이때 김정은이 현지지도를 다녀보며 이때 무인화가 된 산업용 로봇과 회전로 그리고 린비료를 생산할 무연탄 등을 보급할 여력이 있는지 알아봤으며 특히 자재 걱정을 하지 않도록 유의할 것과 통합 생산 체계를 보고 감동한 점, 생산라인을 보며 5개월안에 생산라인은 어떠하든 2개는 마련하라는 지시가 떨어졌다고 밝혔다.
하지만 현재 특수 시약도 부족한데다가 특히 아직 생산라인은 들여오지도 않았음을 알수가 있었고 특히 아직 인원보충도 되지 않았고 특히 설비를 수입하려면 수입물자교류시장을 이용하여야 한다.
국가경제발전 5개년 전략의 한계단은 올라갔지만 아직 순천화학련합기업소의 메탄올 직장이 완료가 되지 않았으며 다만 순천 과인산 비료 공장이 완공 된 것으로 보아 현재 메탄올 직장도 상당히 완료가 되었다. 
하지만 낙관적인 상황은 아니고 현재 국가경제발전 5개년 전략의 상황은 조선중앙TV로 보여주는 게 다이며 일각에서는 묻혔다고까지 보도가 된 상황이다.

## 평가
순천 과인산 비료 공장이 완공이 됨에 따라 현재 생산량은 15만 톤에서 더 늘어날 전망으로 보이며 최소 1.2배 이상은 올라갈 것으로 보인다. 하지만 비관적인 평가도 존재하기도 하다.

### 화학 공업 복구의 전초전
현재 조선민주주의인민공화국은 경공업 위주의 공업 생산 체계로 이루어져 있으며 현재 중공업을 위주로 한 전력으로 인하여 고난의 행군이 온 결과로 인하여 현재는 중공업을 상당히 부정하는 듯한 모습을 보이고 있으며 특히 최소한의 양으로만 생산을 하고 있다.
하지만 순천 과인산 비료 공장의 완공으로 인하여 화학 공업을 다시 복구하려는 모습이 보이고 있으며 탄소하나화학공업기지도 현재 복구가 완료가 되어가고 있는 시점이다.
그리고 순천화학련합기업소는 현재 비날론을 생산하는 것은 물론 아예 제철 공업과도 연관을 짓고 있으며 특히 조선중앙통신에서는 연산 18만 톤 규모의 제철 공업을 하고 있다.
현재 화학공업이 복구가 되어가고 있으며 특히 흥남비료연합기업소도 현재 갈탄 가스화를 넘어 무연탄 가스화로 다시 진입을 하기 시작을 하였다.

### 화학 무기 생산 기지 의혹
하지만 역시 화학공장의 단점은 언제나 화학무기 생산 기지로 의혹을 받을수 밖에 없으며 흥남비료연합기업소와 2.8비날론련합기업소 그리고 순천화학련합기업소도 언제나 화학무기의 전용 기지로 비상시에 삼을 수 있다는 단점으로 인하여 현재 귀순자는 한목소리로 이런 기지의 화학무기 전용 기지화라는 목소리가 나오고 있다. 
더군다나 비료 생산 기지는 언제나 핵무기 기지로 전용 받을 수도 있다는 의혹에 있어 무시할 수가 없으며 특히 인산으로 인하여 우라늄 추출을 할 가능성이 높다.